# The Outfield
The Outfield fue una banda de pop rock británica, formada en Londres en 1984. La formación de la banda estaba compuesta por el guitarrista John Spinks, el vocalista y bajista Tony Lewis y el baterista Alan Jackman.

## Historia

### Formación y primer nombre
A finales de la década de 1970, el trío formado por el vocalista/bajista Tony Lewis, el guitarrista John Spinks y el baterista Alan Jackman tocaban en una banda de power pop llamada Sirius B. pero después de ensayar y tocar juntos por alrededor de seis meses dejaron la banda debido a que su estilo no se acoplaba con el punk rock que en aquel entonces estaba ganando gran popularidad en Londres. Años más tarde el trío se reagrupo en la zona este de Londres bajo el nombre de The Baseball Boys, con el que tocaron algunos conciertos y grabaron algunas maquetas, llamando la atención del sello estadounidense Columbia Records, con quienes firmaron contrato en 1984.
Spinks adoptó el nombre 'Baseball Boys' de una pandilla de adolescentes llamada "The Baseball Furies" en la película de culto The Warriors, una película que acababa de ver. Aunque usó el nombre como una broma y "solo para ser indignante" la gente de la compañía discográfica respondió favorablemente. La banda se ganó la reputación de ser un grupo con un "sonido muy americano" y firmó en los Estados Unidos después de tocar solo unos meses en Inglaterra. Su mánager, un estadounidense que vivía en Inglaterra, recomendó un nuevo nombre de banda con una actitud similar, ya que 'Baseball Boys' parecía demasiado "pegajoso" e "irónico".

### Éxito comercial
La banda británica tuvo éxito comercial en los Estados Unidos, pero nunca disfrutó de una respuesta similar en su país. Comenzaron las grabaciones a mediados de 1985, y lanzaron su primer álbum, Play Deep, en 1985, a través de Columbia Records. Para promocionar el álbum realizaron una gira internacional, como teloneros de Journey y Starship.
El álbum alcanzó el número 9 en la lista Billboard 200 y luego llegó a triple platino en Estados Unidos. Su sencillo más exitoso, «Your Love», alcanzó el número 1 en la Billboard Hot 100, así como el número 1 en el Rock Mainstream, y se convirtió en su canción insignia. 
Pasó a ser destacado en un número de compilados de la década de 1980, y más de 1000 covers y remixes de otros artistas han sido lanzados tanto físicamente como en línea. Los otros sencillos, «Say It Isn't So» y «Everytime You Cry», llegaron al top 20 en la Mainstream Rock Tracks.
La banda continuó grabando y haciendo giras en la década de 1980 y luego a finales de esa década, mientras que su segundo álbum Bangin', alcanzó el Top 20 en la Billboard 200, tenía dos sencillos en el Top 40 Rock Mainstream, el grupo comenzó a perder su popularidad en su tercer álbum, Voices of Babylon, de 1989. 
El baterista, Alan Jackman, abandonó el grupo y, ahora como dúo, Lewis y Spinks, grabaron Diamond Days en 1990. 
Después de la decepcionante respuesta a su álbum de 1992 Rockeye, lo que representó un cambio hacia el rock progresivo y el arena rock, el grupo se disolvió en la década de 1990. 
Reanudan la gira en 1998, y después lanzaron dos álbumes en vivo a través de su sitio web, incluyendo un nuevo álbum de estudio,Any Time Now, lanzado por la discográfica Sidewinder en marzo de 2006. En 2009, Alan Jackman anunció que iba a volver a The Outfield y la banda estaría grabando un nuevo álbum. 
El último álbum de la banda, Replay, fue lanzado el 28 de junio de 2011 y constituye un regreso a su tradicional sonido pop rock y produjo dos canciones que resultaron un éxito, «California Sun» y «A Long, Long Time Ago».
El 9 de julio de 2014, la página oficial de The Outfield informó que John Spinks, el guitarrista principal de la banda, falleció a los 60 años después de una larga lucha contra el cáncer.
El 20 de octubre de 2020 Tony Lewis falleció a los 62 años en su residencia de Londres.

## Miembros
- Tony Lewis – (1984-2020)
- John Spinks – (1984-2014)
- Alan Jackman – (1984-1989)
- Simon Dawson – (1989-2009)

## Discografía
| Título            | Año  |
| ----------------- | ---- |
| Play Deep         | 1985 |
| Banging'          | 1987 |
| Voices of Babylon | 1989 |
| Diamond Days      | 1990 |
| Rockeye           | 1992 |
| It Ain't Over     | 1998 |
| Extra Innings     | 1999 |
| Any Time Now      | 2006 |
| Replay            | 2011 |